# 深海海螄螺
深海海螄螺（学名：Epitonium abyssicola）为海螄螺科海螄螺屬下的一个种。